# Danh sách huấn luyện viên đội tuyển quốc gia thuộc AFC năm 2019
Bao gồm 47 thành viên ở châu Á ngoại trừ Síp và Israel nhưng lại bao gồm cả Úc. Dựa theo vị trí địa lý của khu vực Châu Á, AFC được chia làm 4 liên đoàn thành viên:
- Liên đoàn bóng đá Đông Nam Á (AFF) là tổ chức quản lý bóng đá khu vực Đông Nam Á kể cả Úc
- Liên đoàn bóng đá Đông Á (EAFF) là tổ chức quản lý bóng đá khu vực Đông Á.
- Liên đoàn bóng đá Tây Á (WAFF) là tổ chức quản lý bóng đá khu vực Tây Á.
- Hiệp hội bóng đá Trung Á (CAFA) là tổ chức quản lý bóng đá khu vực Trung Á.
- Liên đoàn bóng đá Nam Á (SAFF) là tổ chức quản lý bóng đá khu vực Nam Á.